# Szucsáva
Szucsáva, régi magyar nevén Szőcsvásár(románul Suceava, lengyelül Suczawa, ukránul Сучава, jiddisül שאָץ) nagyváros Romániában, Suceava megye központja. 1388 és 1565 között Szucsáva volt az első központosított moldvai állam fővárosa.

## Fekvése
Szucsáva az egykori Bukovina területén, Északkelet-Romániában, a Szucsáva folyó partján fekszik. A DN2-es főút áthalad rajta.

## Nevének eredete
A város arról a Szucsáva (románul: Suceava) folyóról kapta a nevét, amely mellett fekszik. A folyó neve a keleti szláv сок (szok) ’lé, nedv, nedű’ szóból képződött -ава (ava) melléknévképzővel. A korai vlach krónikaírók (Simion Dascălul, Grigore Ureche) a magyar szűcs szót látták bele a névbe, azonban ez csak a XVI–XVII. században szokásos naiv etimologizálás volt, amelyet nem támogat sem az alapvetően víznévi eredet, sem az, hogy a név végződésére nem adtak magyarázatot. Ugyanakkor a magyar források sem valószínűsítik, hogy valaha is magyar neve lett volna a településnek, mivel már a legkorábbi adatokban a vlach név átvételei szerepelnek, vö. 1541/1600: Swczowa, 1587: Szocsavia, 1646–7/1780: Sucsavia, 1653: Szucsva, 1705: Szucsaván (ragozott alak).

## Története

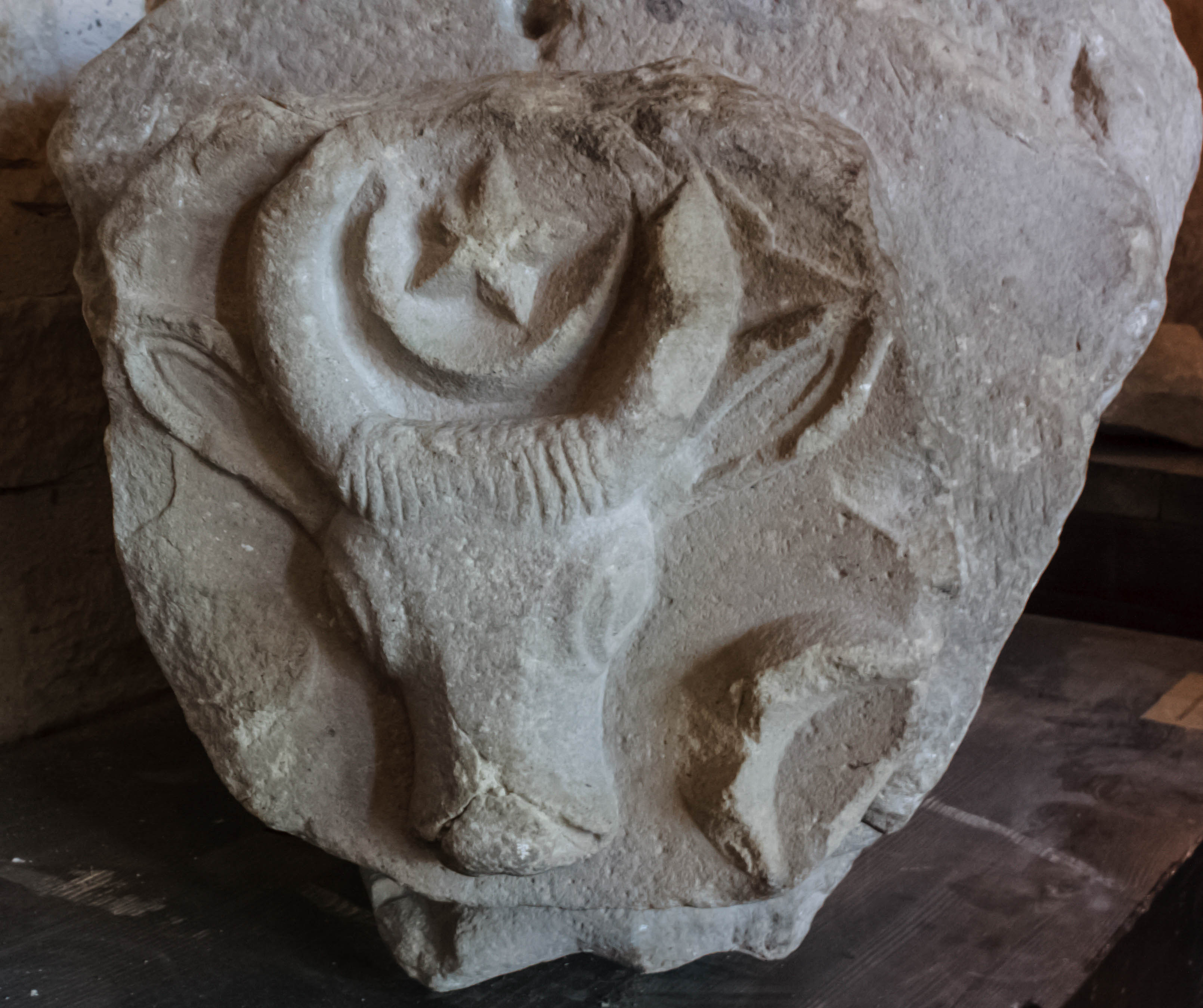

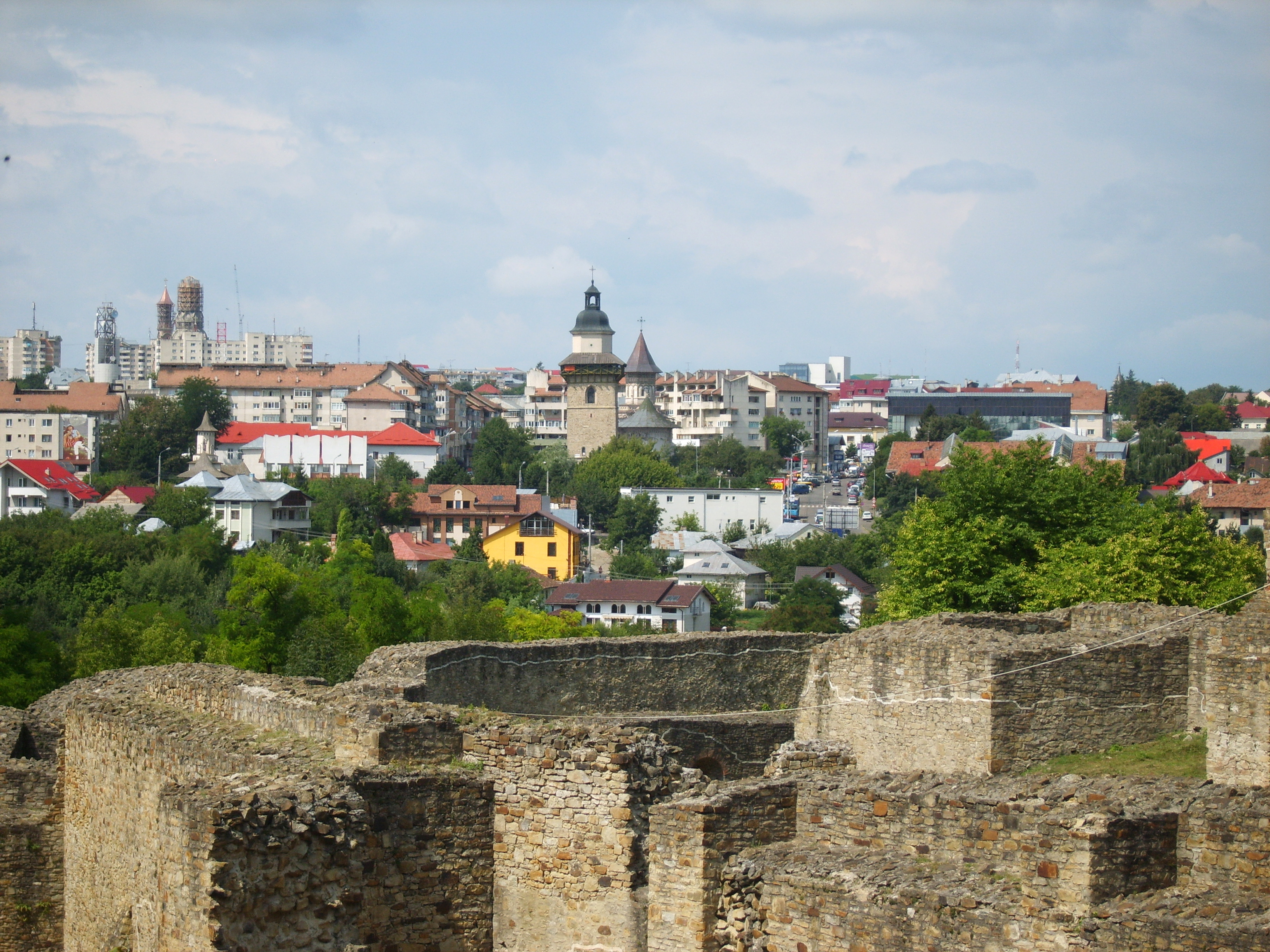

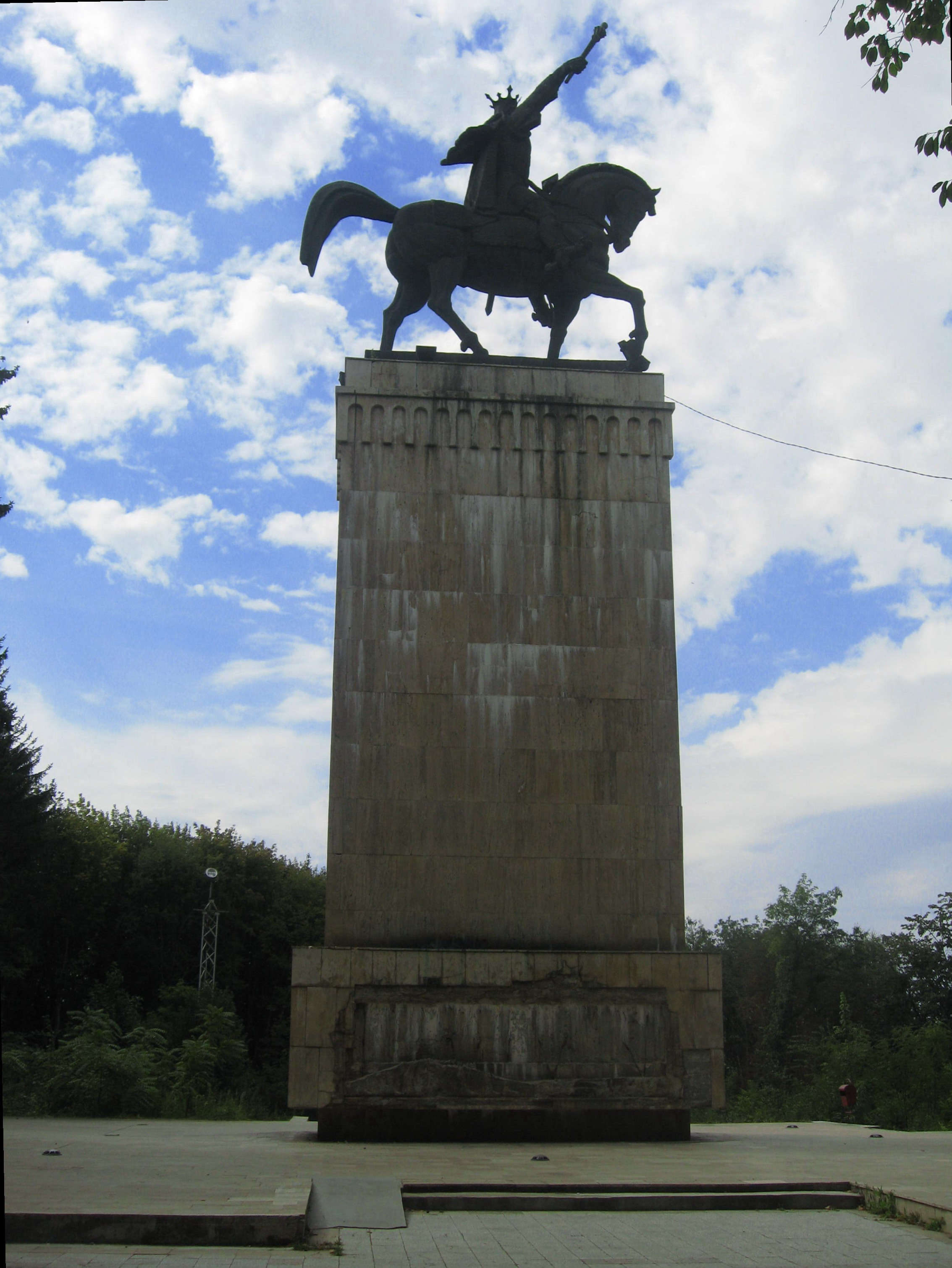
Ştefan cel Mare emlékműve

A város története Moldva múltjával szorosan összeforrt. Területe és környéke már a történelem előtti időkben is lakott volt, azonban az itt végzett feltárások szerint népessége még nem alkotott nagyobb településeket. Az itteni régészeti leletek ez időkből csak faluszerű lakhelyekre utalnak és csak a középkor idejéből, a 13. századból maradtak fenn régészeti leletek.
A kedvező helyen, több útvonal kereszteződésében fekvő település vonzotta a kereskedőket és a mesterembereket. A kezdetekben itt álló kis falu a 14. század végére több ezer lakosú kereskedővárossá fejlődött. Szucsáva sorsában további lendületes haladással bírt, hogy Petru Mușat fejedelem ide helyezte át székhelyét, mely előbb Baia, majd Szeretvásár (Siret) lett, később Alexandru Lăpușneanu helyezte át innen Jászvásárra (Iași).

### Petru Mușat fejedelem alatt
Petru Mușat fejedelem építtette várát is 1388 körül és az ő uralkodásának időszakából való a Szucsávát említő legrégebbi dokumentum is, az az 1388-ból való írás, amely Jagelló Ulászló lengyel királynak 3000 ezüst złotyt ajánl fel.
A fejedelmek később folyamatosan bővítették és korszerűsítették a várost, mely mint fejedelmi székhely a 15. században gyors növekedésnek indult, és rövidesen Moldva legfontosabb kereskedelmi központja lett.

### Alexandru cel Bun moldvai fejedelem alatt
Alexandru cel Bun idejében (1401-1432) a kelettel való kereskedelem jelentős központjává fejlődött. Az itt kiépülő fejedelmi rezidencia körül csoportosultak a legfontosabb középületek, valamint a gazdag polgárok többnyire kőböl épült emeletes házai, míg az egyszerűbb lakóépületek többnyire fából készültek, s melyek nagy része a város ostromaikor többször leégtek.

### Ștefan cel Mare fejedelem alatt
Szucsáva virágkora Ștefan cel Mare fejedelem uralkodása  (1457–1504) alatt következett be, neve ez időben a fejedelemség határain messze túl is ismert volt. 
1476-ban a törökök, 1497-ben a lengyelek ostromolták meg eredménytelenül.

### A török uralom alatt
A bojárok árulása következtében Szolimán basa török csapatai 1538-ban elfoglalták. Alexandru Lăpușneanu fejedelem a törökök utasítására felgyújtotta a várat, és a fejedelmi központot Iașiba helyezte  át innen.
A vár maradékait 1675-ben robbantották fel a törökök utasítására.
A romok helyreállítása 1895-ben kezdődött meg Karl Romstorfer osztrák építész irányításával. Az 1950-es években folytatódott helyreállítása.

### Szucsáva a török idők után
A város 1775 és 1918 között a Habsburg birodalomhoz tartozott Bukovina részeként, a birodalom határa a város délkeleti szélénél húzódott. Számos jelentős épület (városháza, bíróság) viseli magán a Habsburg monarchia építészetének sajátosságait.
Az első világháború után Romániához csatolták Bukovina déli részével együtt. Azóta Suceava megye központja.

## Nevezetességek
- A Szent György-templom − Észak-Moldva több más kolostortemplomával együtt − a világörökség része.
- Mirăuți templom (Biserica Mirăuți) - Szucsáva egyik legrégibb épülete. 1380-1390 között épült I. Petru Mușat fejedelem alapítványaként. Az épület századokon keresztül volt Moldva főszékesegyháza, ahol az uralkodó fejedelmeket is koronázták. A fejedelmi vár közelében áll, egy patak választja el tőle. Egy - tudományosan meg nem erősített - hagyomány szerint ökörbőrből készült híd kötötte össze a templomot az uralkodói lakhellyel. A székesegyház a (17. század) végén nagymértékben átépült, havasalföldi jellegű díszítésekkel gazdagodott. 1898-1903 között egy osztrák építész K. A. Romstorfer restaurálta.
- Cetatea de Scaun: a fejedelmi vár
- Cetatea Șcheia: Szucsáva nyugati vára, egyidős a fejedelmi várral, de csak rövid ideig használták
- Mănăstirea Zamca: örmények által alapított 1606-ra felépült kolostor
- Szucsáva Képek 1914-1965

## Galéria

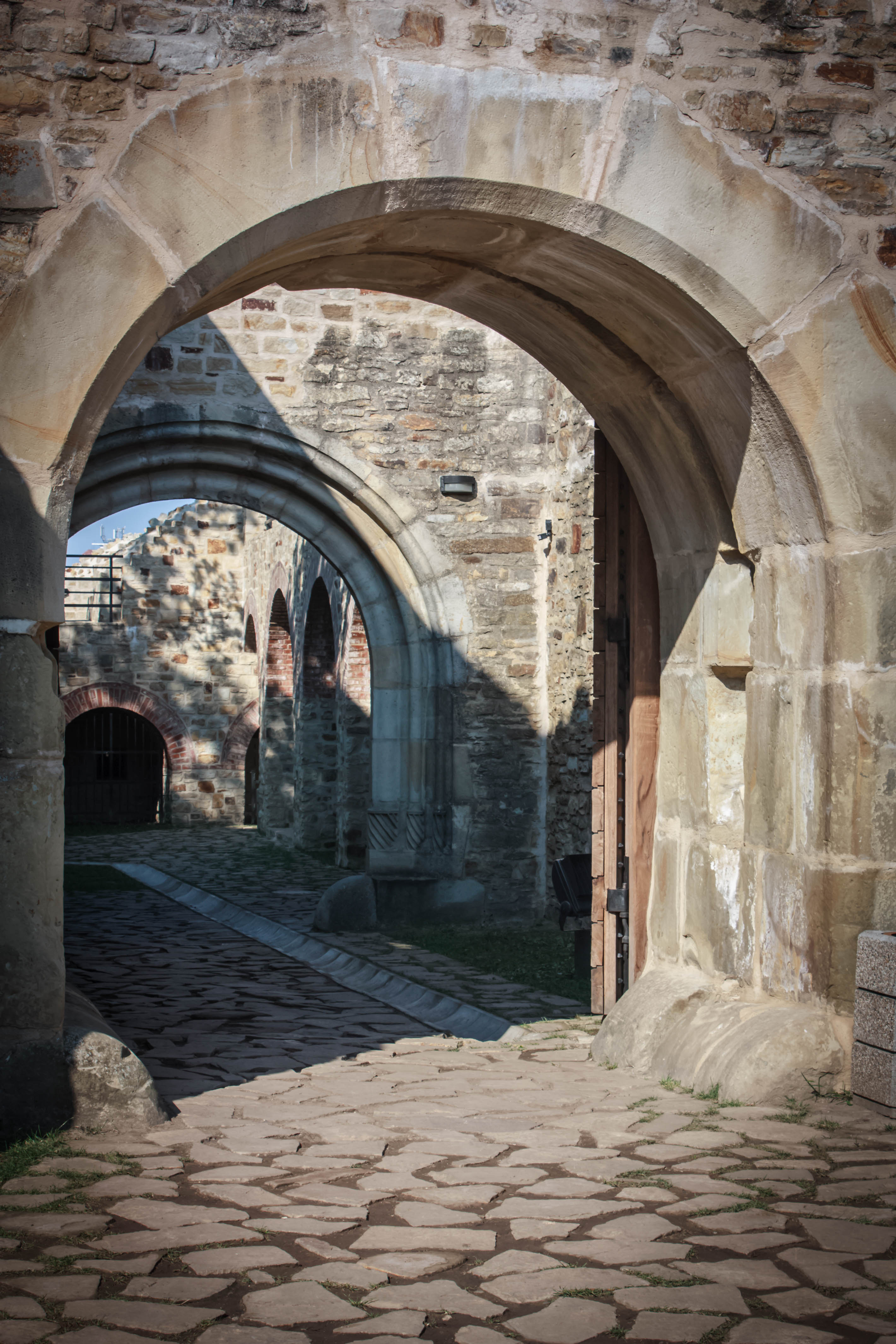
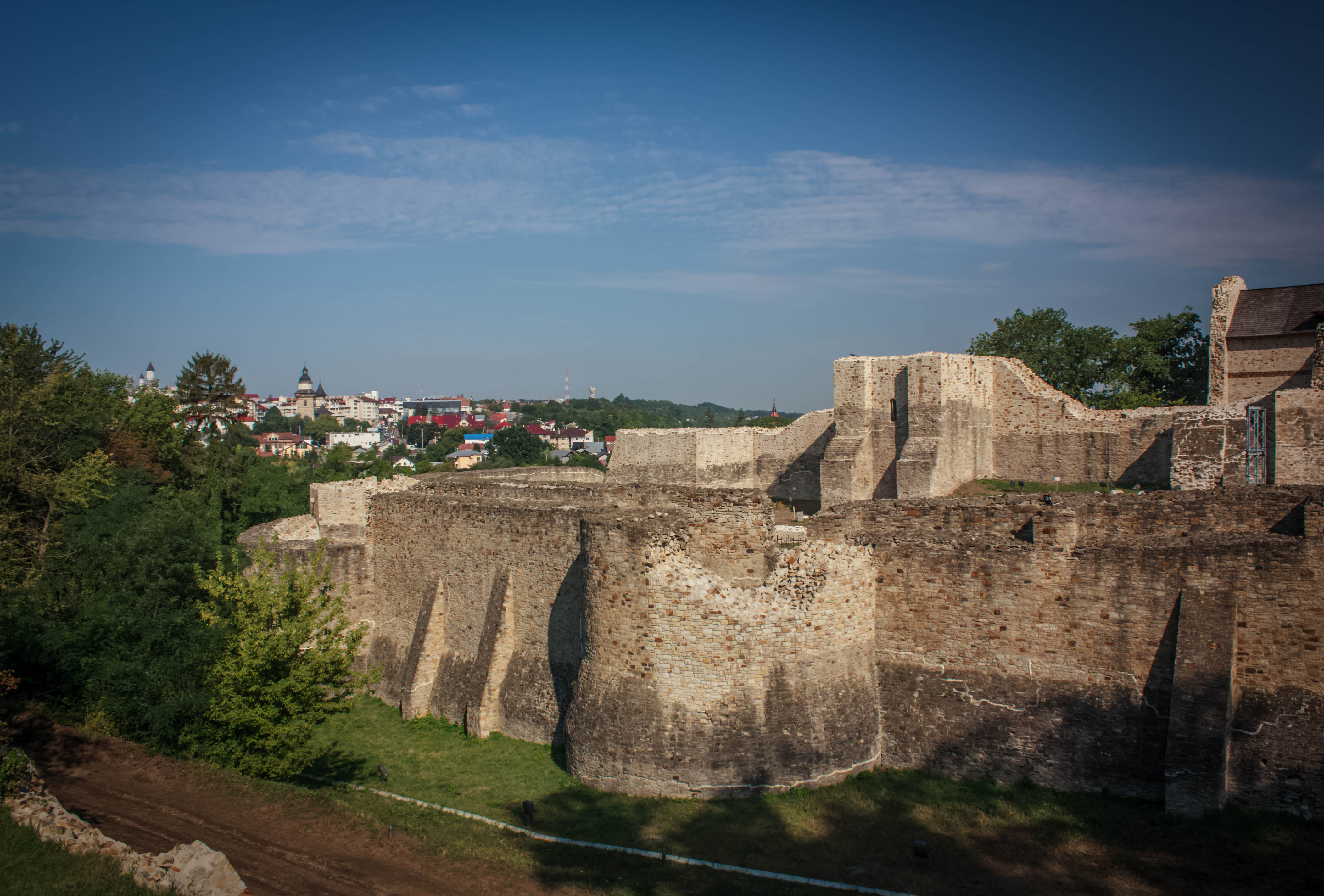
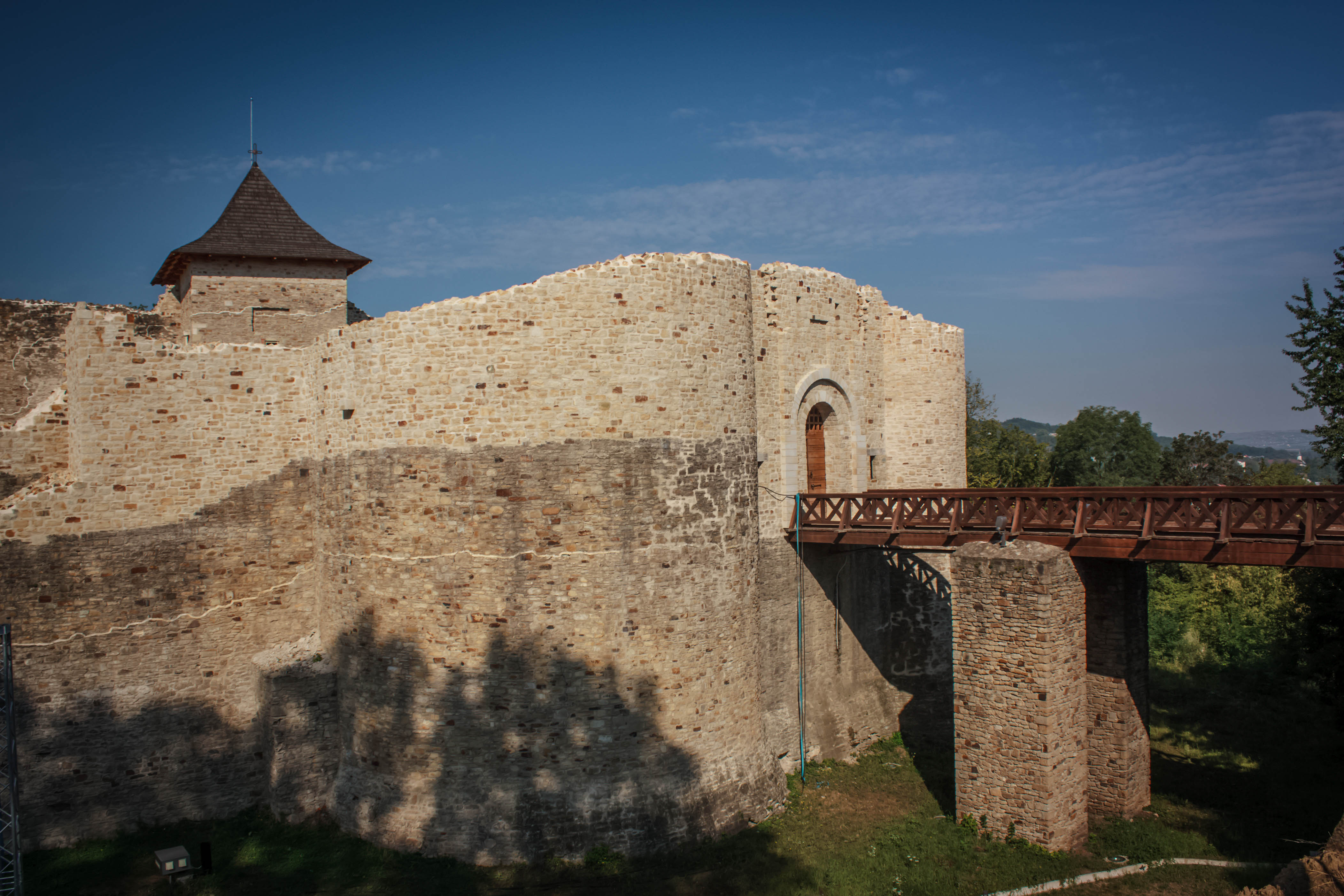
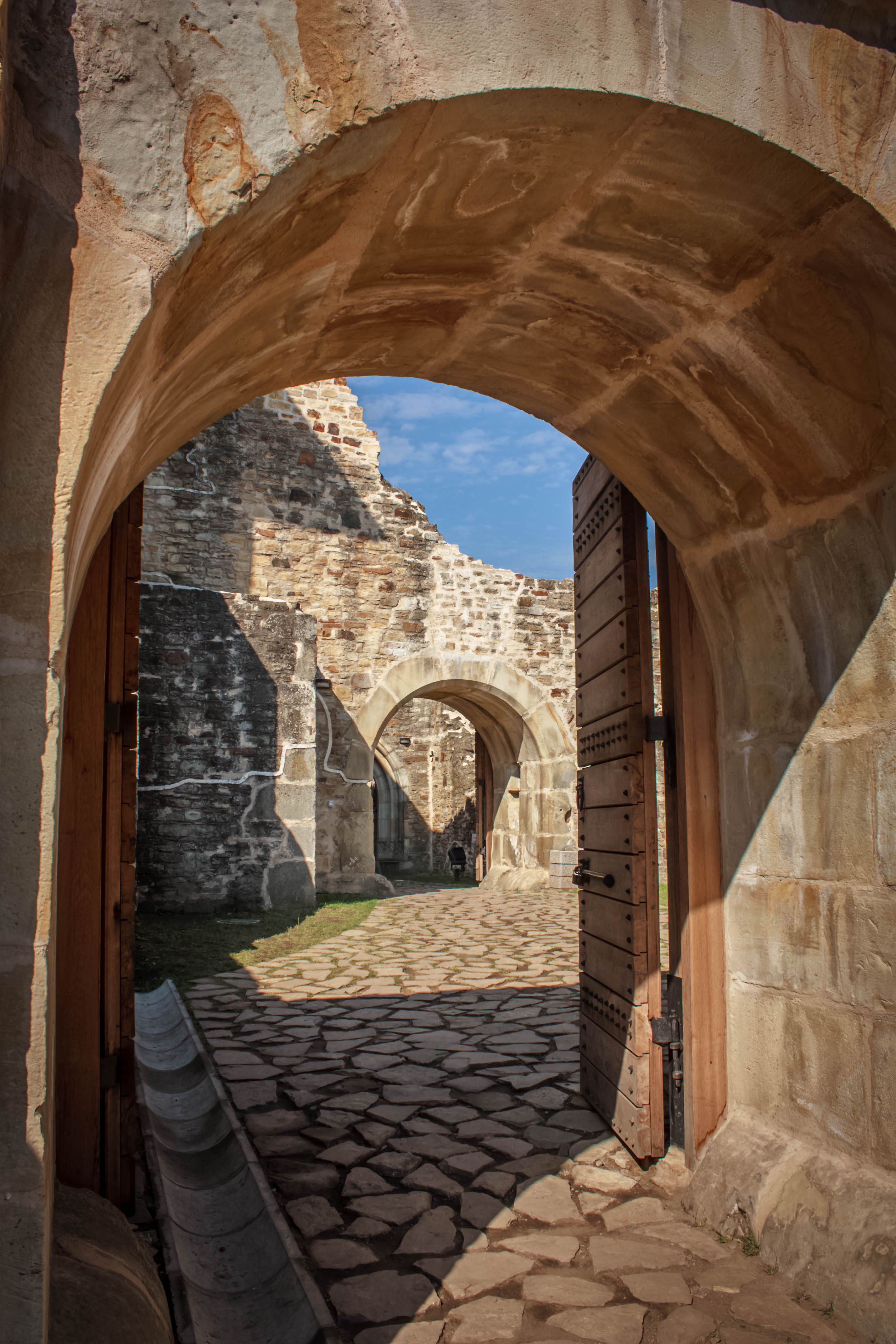
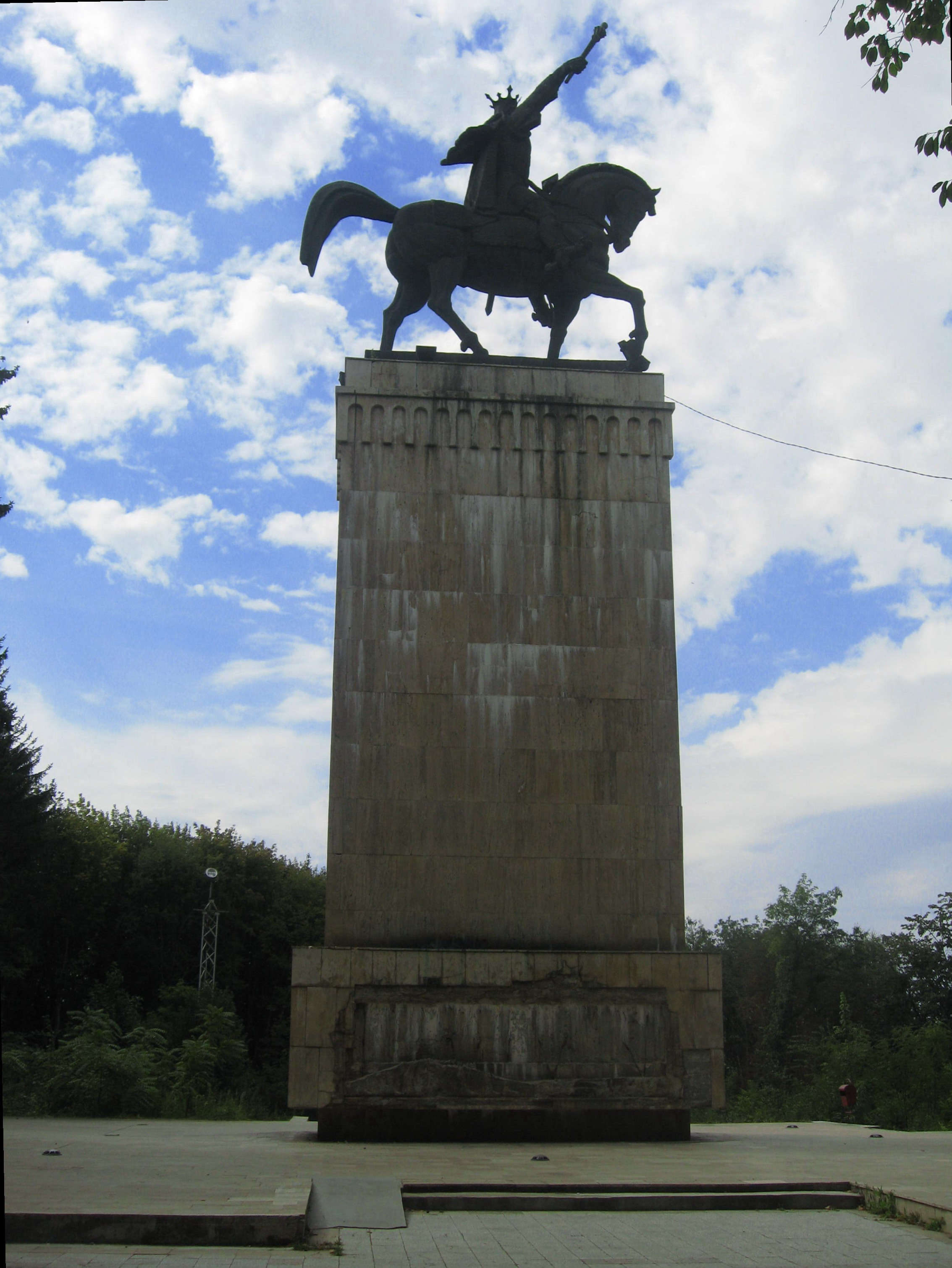